# ۴٬۱-بوتان‌دیول
۴،۱-بوتان‌دیول (به انگلیسی: 1,4-Butanediol) یک ترکیب شیمیایی است. 